# Lőrincz Sándor (labdarúgó)
Lőrincz Sándor (Budapest, 1954. december 22. –) labdarúgó, középpályás, edző. Beceneve: Paja

## Pályafutása
A Bp. Honvéd neveltje, ahol az első csapat kispadjáig jutott. Katonaideje alatt a Kossuth KFSE játékosa volt. 1975 és 1988 között a Pécsi MSC labdarúgója volt. Az élvonalban 1977. szeptember 3-án mutatkozott be a Dunaújváros ellen, ahol 1–1-es döntetlen született. Tagja volt az 1985–86-os idényben bajnoki ezüstérmet szerzett csapatnak. Az élvonalban 269 mérkőzésen szerepelt és 32 gólt szerzett.

## Sikerei, díjai
- Magyar bajnokság
  - 2.: 1985–86
- Magyar kupa (MNK)
  - döntős: 1987